# Pompe à perfusion
Pour les articles homonymes, voir Pompe (homonymie).

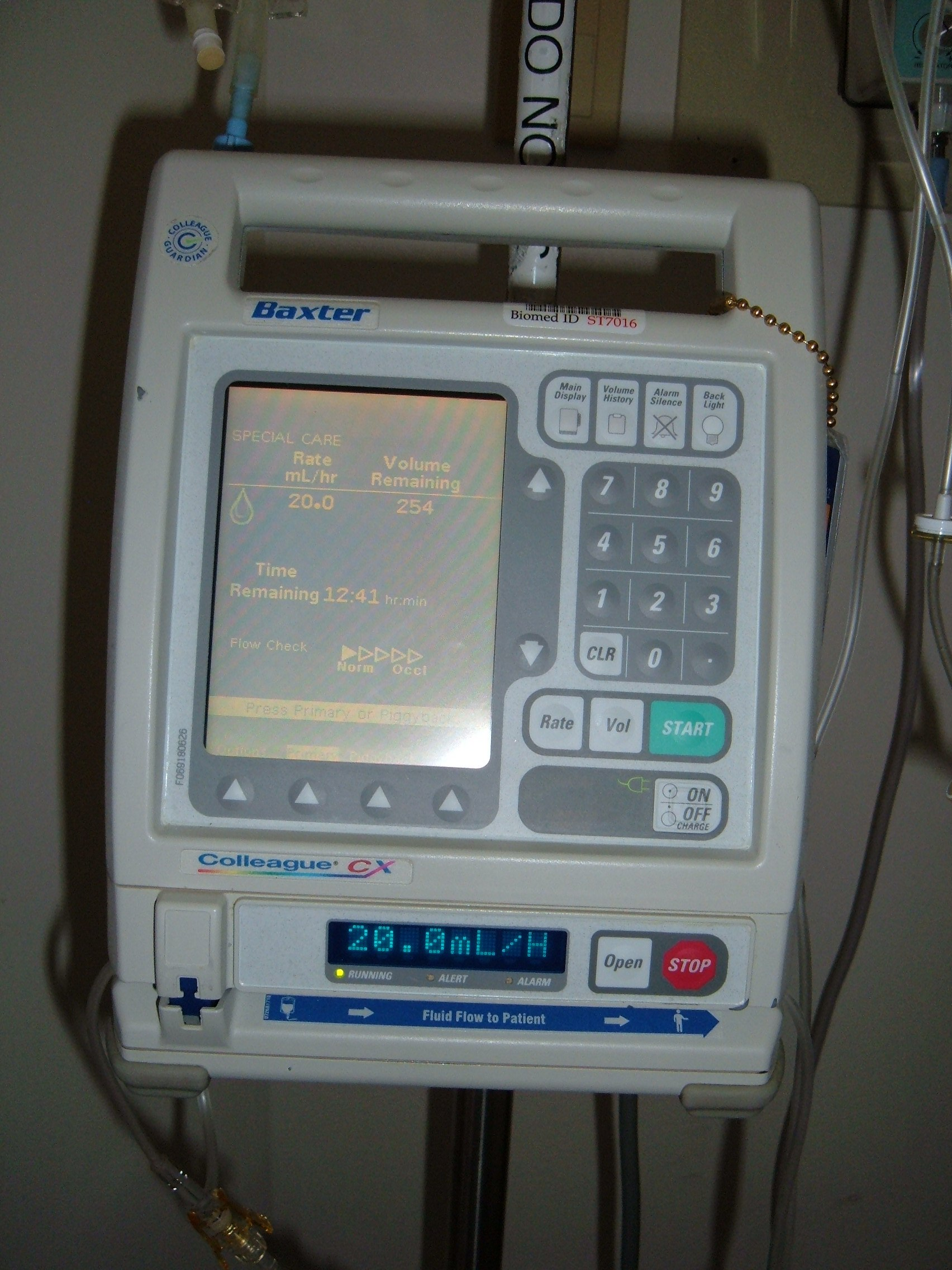
Une pompe à perfusion Baxter International.

Une pompe à perfusion est une pompe électrique à tubulure qui administre de grands volumes de solutions injectables (médicaments ou nutriments) dans le système circulatoire d'un patient par voie parentérale. Elle est le plus souvent utilisée par voie intraveineuse, mais aussi parfois comme perfusion sous-cutanée, artérielle, ou épidurale, injectant des fluides d'un volume supérieur à 60 ml, en deçà on utilise des pousse-seringues.
La perfusion effectuée manuellement par le personnel infirmier (généralement installation d'un flacon ou d'une poche de perfusion sur un pied à sérum) peut être remplacée par les pompes à perfusion programmables qui dans certains cas se révèlent plus pratiques et moins coûteuses en infusant des fluides de manière précise et régulière. Ces pompes peuvent par exemple administrer un volume minimum de 0,1 ml par heure (volume trop petit pour un goutte à goutte), des injections chaque minute, des injections intravasculaires avec les bolus répétés à la demande du patient, limiter le nombre maximum d'injection par heure (par exemple dans l'analgésie contrôlée par le patient), ou faire varier le volume de fluide injecté en fonction du moment de la journée.

## Types de perfusion
L'interface utilisateur de ces pompes demande généralement au technicien ou personnel infirmier qui les met en place de rentrer comme donnée le type de perfusion utilisée :
- Perfusion continue qui se compose généralement de petites impulsions de perfusion, généralement entre 500 nanolitres et 10000 microlitres selon la conception de la pompe, avec un taux d'impulsions en fonction de la vitesse de perfusion programmée.
- Perfusion intermittente avec un débit « élevé » de perfusion, en alternance avec un débit de perfusion minimum programmé pour maintenir la canule de perfusion ouverte. Ce type de perfusion est souvent utilisé pour administrer des antibiotiques ou d'autres médicaments qui peuvent irriter les vaisseaux sanguins.
- Perfusion contrôlée par le patient. Le débit est commandé par le patient en appuyant sur un pavé tactile, un plafond est préprogrammé pour éviter l'intoxication.
- Nutrition parentérale totale qui nécessite généralement une pompe à perfusion programmable aux heures normales de repas.

## Types de pompes
Deux grands types de pompe à perfusion sont utilisées selon leur fonctionnement :
- Pompes à réglage de débit : pompe volumétrique à pression positive.
- Pompes à goutte à goutte : pompe administrant un nombre de gouttes prédéterminé par unité de temps.

Les trois grands mécanismes de pompage pour les pompes à réglage de débit sont le diaphragme, le piston et le galet (pompe péristaltique linéaire).
Les « smart pumps » sont des pompes à perfusion couplées à un système informatique qui les gère de manière centralisée.
Les pompes à perfusion peuvent être en poste ambulatoire ou fixe, c'est-à-dire portables (fonctionnant uniquement sur batterie) ou non portables. 

### Sources
- (en) Cet article est partiellement ou en totalité issu de l’article de Wikipédia en anglais intitulé « Infusion pump » (voir la liste des auteurs).